# Llengua hitita
La llengua hitita és la llengua indoeuropea més antiga coneguda i s'inclou en la branca anatòlica, juntament amb el luvi, el palaic, el lidi i el lici. Els hitites l'anomenaven nesi o nesita, a partir del nom de la ciutat de Nesa, la seva antiga capital.

## Escriptura hitita
L'antiga llengua hitita s'escrivia en escriptura cuneïforme tal com mostren les tauletes d'argila trobades a la seva capital, Hattusa, i a altres centres administratius i polítics del regne. Els documents trobats, a més de la llengua hitita incloïen textos o paraules en altres idiomes, principalment del luvi, una altra llengua indoeuropea parlada pels luvites.
Però el cuneïforme no era la única forma d'escriptura de la llengua luvi, que utilitzava també per escriure un sistema jeroglífic, el jeroglífic luvi, que es troba en molts monuments d'Anatòlia i Síria. La dinastia reial hitita va utilitzar aquests jeroglífics en llengua luvi, un dels seus estats vassalls, per a les inscripcions als seus monuments i sobretot per als segells reials. A aquesta escriptura logogràfica, també coneguda amb el nom de Jeroglífics d'Anatòlia, basada en pictogrames, conté ideogrames, fonogrames, determinants, complements fonètics i signes auxiliars de lectura. Al segle xvi aC ja es van usar els jeroglífics en segells per a confirmar l'autenticitat dels documents escrits en cuneïforme, o en objectes per indicar-ne la propietat. Més tard, els reis hitites i els membres de la seva família l'usaven habitualment. Un dels descobriments més importants d'Hattusa va ser un arxiu que contenia quasi tres mil cinc-cents segells reials o les seves impressions. El nom del rei apareix en forma jeroglífica al centre del segell, acompanyat de vegades del nom del seu pare i d'altres predecessors, i en anells concèntrics al voltant, el mateix nom en sistema cuneïforme. La llengua luvita en la seva forma jeroglífica es va usar a les inscripcions hitites sobretot durant l'últim segle de l'Imperi hitita, tant a la capital com en altres llocs, per proclamar les victòries militars, les devocions religioses o de vegades només incloïen el nom del rei.
Per redactar els seus documents, van adoptar l'escriptura cuneïforme, influenciats per la civilització de Mesopotàmia, anomenada modernament "cuneïforme hitita", molt semblant al ductus i a la forma de les tauletes del segle XVII aC d'Alalakh, que està influenciat pel sil·làbic sumeroaccadi, i en deriva a través d'un intermediari encara no precisat. És possible que el cuneïforme fos introduït com a resultat de la introducció hitita dels escribes assiris per tal que desenvolupessin les seves activitats a la capital hitita durant la primera part de l'antic regne, poc després de 1650 aC.

## Història
Els pobles hitites sembla que entraren a Anatòlia cap al final del mil·lenni III aC, tot desplaçant la població autòctona la llengua de la qual no era indoeuropea. L'origen de llur procedència no és clar: potser varen venir de l'est pel Caucas o del sud pels Balcans i Grècia. Durant el mil·lenni II aC, el regne hitita fou un dels més poderosos a l'Orient Mitjà, amb la seva capital a Hattusa, l'actual Bogazköy, a uns 150 km a l'est d'Ankara, a Turquia. Les excavacions de principis de segle xx aC permeteren descobrir 25.000 tauletes de fang escrites en dues llengües: sumer i accadi, i d'altres en una tercera llengua, desconeguda fins aleshores. El fet que s'emprés el caràcter cuneïforme per a les tres llengües va permetre de desxifrar la llengua nova: l'hitita, una llengua indoeuropea.
El material hitita antic es pot trobar en noms propis i en alguns préstecs del dialecte local recollits a les tauletes de Capadòcia (correspondència comercial en assiri dels colons assiris que visqueren a Anatòlia, especialment a l'empori de Kanish, prop de l'actual Cesarea de Capadòcia, entre el 1900 i el 1720 aC).
L'antic hitita, el corpus d'escrits més antics d'una llengua indoeuropea, és conegut per algunes tauletes preservades en un "antic ductus" d'escriptura que era típic de còpies del regne antic (1700-1500 aC). L'etapa intermèdia, anomenada edat fosca, entre el 1500 i el 1400 aC, és descrita com el període de la denominada llengua hitita mitjana. La major part dels texts hitites mitjans i antics estan preservats en còpies del període imperial posterior.
Els arxius d'Hattusa han estat descoberts en diversos llocs de la ciutadella, al complex cel Gran Temple. Tot i que la majoria dels texts tracten d'assumptes religiosos (oracles, himnes, oracions, mites, rituals i festivitats) també hi contenen material històric, polític, administratiu, literari i legal. A més d'aquests gèneres, hi ha un material emprat pels escribes per a llur tasca d'ensenyament, que inclou llistes de paraules, noms i prescripcions rituals, en què es reflecteix un exhaustiu coneixement dels assumptes tractats. Els texts sumeris trobats en aquests arxius pertanyen a aquesta classe de literatura. Per als tractats i correspondència amb potències estrangeres, s'emprà l'accadi com a llengua diplomàtica del període, cosa que significa que tant el sumeri com l'accadi foren llengües obligatòries de coneixement per als escribes, i són dues de les vuit llengües trobades als arxius hitites.
Al principi, la identitat indoeuropea de l'hitita fou enfosquida per la presència d'un abundant nombre de paraules no indoeuropees i l'absència d'inflexió que s'hagués esperat en una llengua indoeuropea més antiga que el sànscrit vèdic o que el grec homèric. L'element exòtic en el vocabulari, però, és fàcilment explicable com el substrat d'un període allargat d'exposició en un medi no indoeuropeu, tot i que no hi ha cap explicació convincent per a la sorprenent simplicitat del sistema morfològic.

## Desxiframent de la llengua
La primera reivindicació important sobre l'afiliació de l'hitita fou realitzada per Jorgen Alexander Knudtzon (1902), en un llibre dedicat a dues cartes entre el rei d'Egipte i un governant hitita, trobades a Al-Amārna, Egipte. Knudtzon sostenia que l'hitita era indoeuropeu, bo i basant-se àmpliament en la morfologia (lingüística). Tot i que mancava de texts bilingües, fou capaç de donar una interpretació parcial de les dues cartes, gràcies a la presència de frases fetes en la correspondència diplomàtica de l'època. El seu argument no fou acceptat majoritàriament, en part perquè les semblances morfològiques que Knudtzon havia observat entre l'hitita i les llengües indoeuropees podien trobar-se en llengües no indoeuropees, i en part perquè la interpretació de les cartes fou considerada justificadament com incerta.
Els estudis de Knudtzon s'havien mostrat certs sobre una gran quantitat de tauletes escrites en escriptura cuneïforme accàdia, tret de les pertanyents a una llengua desconeguda descoberta per Hugo Winckler al poble d'Hattusa, la capital hitita. Basant-se en un estudi d'aquest extens material, Bedřich Hrozný tingué èxit en analitzar la llengua. Hrozný argumentà que la llengua era indoeuropea en un article publicat el 1915, que aviat acompanyà d'una gramàtica. L'argument de Hrozný sobre l'afiliació indoeuropea de l'hitita era exhaustiu. Se centrà en les sorprenents semblances en aspectes idiosincràtics de la morfologia, però probables que ocorreguessin per casualitat o préstecs. Això incloïa l'alternança r/n, en algunes arrels i alternança vocàlica, ambdós aspectes vists en els sorprenents canvis de la paraula per a "aigua" entre nominatiu singular, wadar i genitiu singular, wedenas. Després d'un breu parèntesi per culpa de la Primera Guerra Mundial, l'anàlisi lèxica i gramatical d'Hrozný, així com la demostració de l'afiliació indoeuropea de l'hitita, foren ràpidament acceptades.

## Fonètica
L'hitita fou escrit en una forma adaptada del sistema cuneïforme mesopotàmic. A causa de la predominant naturalesa sil·làbica d'aquest sistema d'escriptura, és difícil de determinar precisament les qualitats fonètiques d'una porció de l'inventari fonètic hitita. Això no obstant, les limitacions de l'escriptura sil·làbica s'han resolt en major o menor mesura mitjançant l'etimologia comparativa i l'examen de les convencions ortogràfiques hitites. Els investigadors han inferit els següents fonemes com a pertanyents a l'hitita:

### Vocals
| VOCALS  |          |         |           |
| VOCALS  | Anterior | Central | Posterior |
| ------- | -------- | ------- | --------- |
| Tancada | i        |         | u         |
| Mitjana | e        |         | u         |
| Oberta  |          | a       |           |

- Les vocals llargues apareixen com a alternatives a llurs corresponents vocals curtes quan estan condicionades per l'accent.
- Totes les vocals poden anar a l'inici i al final del mot, tret d'e.
- L'hitita presenta a on altres llengües indoeuropees, com el llatí o llengües celtes, presenten a o o.

### Consonants
| CONSONANTS  | Bilabials | Alveolars | Palatals | Velars | Labiovelars | Laríngies |
| ----------- | --------- | --------- | -------- | ------ | ----------- | --------- |
| Oclusives   | p b       | t d       |          | k g    | kʷ gʷ       |           |
| Nasals      | m         | n         |          |        |             |           |
| Fricatives  |           | s         |          |        |             | h₂, h₃    |
| Africades   |           | ʦ         |          |        |             |           |
| Aproximants | w         | r, l      | j        |        |             |           |

- L'escriptura cuneïforme, tal com l'empraven els escribes hitites, no distingia la sonoritat, tret en els casos on l'escriptura d'oclusives sordes era geminada entre vocals.
- Totes les obstruients i sonants, tret de r, apareixen a l'inici de paraula. Això es compleix per a totes les llengües anatòlies.
- Al final del mot es produeixen els següents fenòmens:
  - Entre oclusives, només les sonores apareixen al final de paraules: -d i -g són comunes, -b és estranya.
  - -s apareix freqüentment. -h₂, -h₃, -r, -l i -n apareixen amb menys freqüència; i -m mai.
  - Les semivocals w i j apareixen en diftongs amb a i aː.

### Laringals
L'hitita preserva algunes característiques molt arcaiques perdudes en altres llengües indoeuropees. Per exemple, ha retingut les tres laringals (h₂ i h₃ a l'inici de paraula). Aquests sons, l'existència dels quals fou teoritzada per Ferdinand de Saussure sobre la base de la qualitat vocàlica en altres llengües indoeuropees el 1879, no es preservaren com a sons independents en cap altra llengua indoeuropea coneguda fins al descobriment de l'hitita. En hitita, aquest fonema s'escriu ḫ. L'hitita, així com la majoria de les altres llengües anatòlies, difereix en aquest aspecte de qualsevulla altra llengua indoeuropea, i el descobriment de les laringals en la llengua hitita suposà una contundent confirmació de la hipòtesi de Saussure.
La conservació de les laringals, i la manca de proves que l'hitita compartís característiques gramaticals existents en altres llengües indoeuropees modernes, ha portat alguns filòlegs a creure que les llengües anatòlies es dividiren de la resta de protoindoeuropeu molt abans que les altres divisions de la protollengua. Alguns han proposat una família o superfamília de llengües indohitites, que inclouria la resta de llengües indoeuropees en una branca i les anatòliques en una altra. Tanmateix, el gruix dels investigadors continua reconstruint el protoindoeuropeu, i pensen que les llengües anatòliques constituïren la primera branca de l'indoeuropeu en separar-se.

## Gramàtica
Com a llengua indoeuropea més antiga, l'hitita és interessant en gran manera per la manca de moltes característiques gramaticals que exhibeixen altres llengües familiars "antigues", com el lituà, el sànscrit i el grec.
De la numeració hitita només es coneixen quatre números: 
- 2: da-
- 3: tri-
- 4: meiu-
- 7: sipta-

### Morfologia
El sistema nominal hitita consta dels següents casos:
- nominatiu
- vocatiu
- acusatiu
- genitiu
- al·latiu
- datiu-locatiu
- instrumental
- ablatiu

Tanmateix, els testimonis registren alguns casos menys en el plural que el singular, i etapes més tardanes de la llengua indiquen una pèrdua de certs casos en el singular també.
Té dos gèneres gramaticals:
- comú
- neutre

I dos nombres gramaticals:
- singular
- plural

La flexió dels verbs es realitza segons dues conjugacions generals: la conjugació en mi i la conjugació en hi. Hi ha dues veus (activa i migpassiva), dos modes (indicatiu i imperatiu) i dos temps verbals (present-futur i passat). A més a més, el sistema verbal disposa de dues formes d'infinitiu, un verb substantivat, un supí i un participi.